# ビスビグアナイド

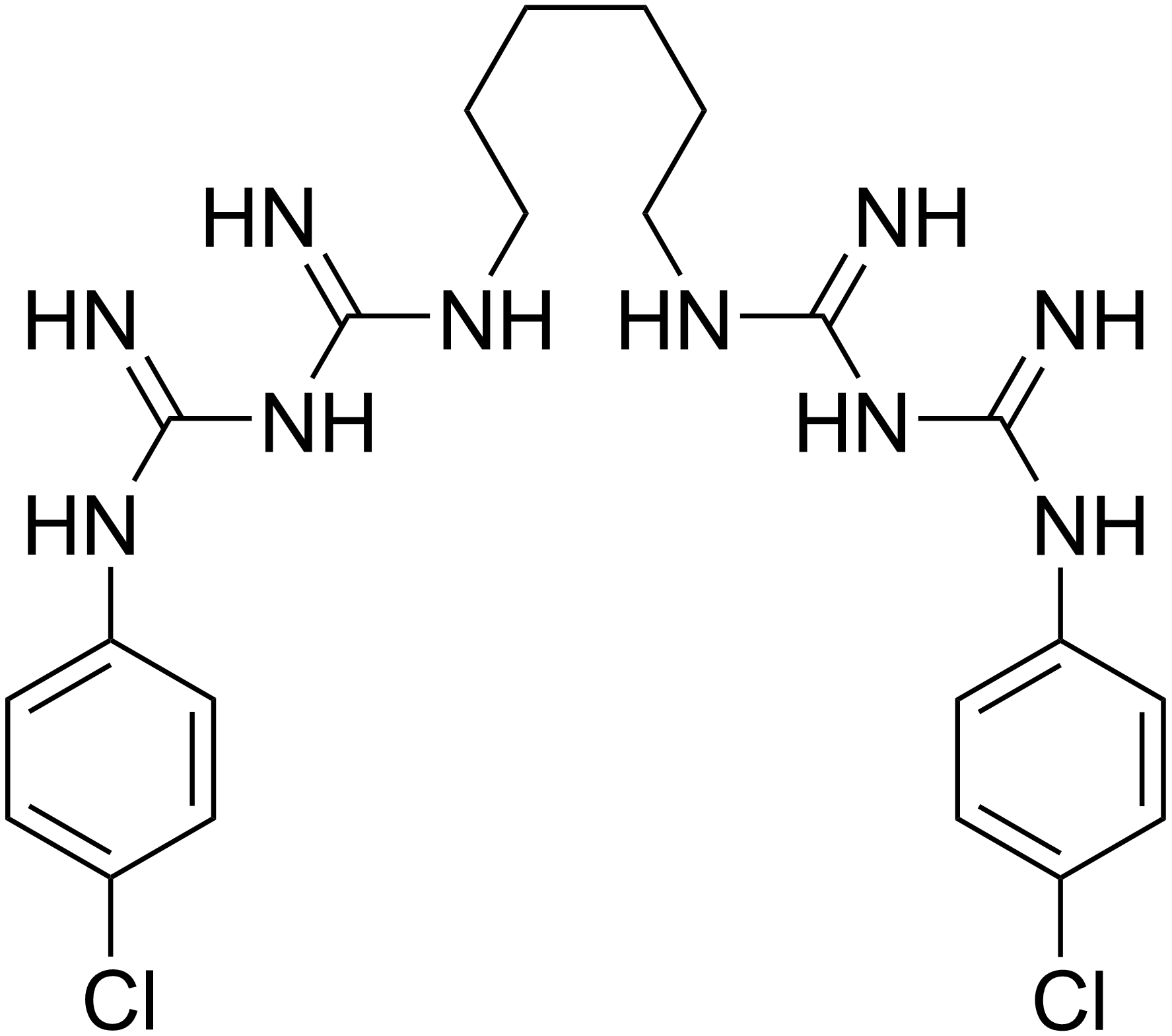
クロルヘキシジンの構造

ビスビグアナイド（英: Bisbiguanides）は殺菌作用で知られる化学的に関連した化合物の一群である。一般に次の一般式を含む：R1 R2 N.C(:NR6)NH.C(:NH)NH.CH2 X--(CH2)3 NH.C(:NH)NH.C(:NR7)NR3 R4 V。これらの化合物には、消毒薬のクロルヘキシジンやアレキシジンが含まれる。